# Lauren Hutton
Lauren Hutton, född 17 november 1943 i Charleston, South Carolina, är en amerikansk fotomodell och skådespelerska. 
Som fotomodell har Hutton synts på tidningen Vogues omslag rekordmånga gånger. 1973 skrev hon kontrakt med kosmetikaföretaget Revlon. Hon filmdebuterade i filmen Paper Lion (1968). Hennes största succé var i Paul Schraders American Gigolo (1980). Därefter har hon medverkat i en rad mindre framgångsrika filmer, som Zorro, the Gay Blade (1981), En lady på bettet (1985) och Farsa på låtsas (1994).